# Nový Ruskov
Nový Ruskov es un municipio del distrito de Trebišov en la región de Košice, Eslovaquia, con una población estimada a final del año 2024 de 695 habitantes.
Se encuentra ubicado al este de la región, en la cuenca hidrográfica del río Ondava (afluente del río Bodrog que, a su vez, lo es del Tisza), y cerca de la frontera con la región de Prešov y Hungría.

## Demografía
| Año        | 1994 | 2004    | 2014    | 2024    |
| ---------- | ---- | ------- | ------- | ------- |
| Población  | 659  | 637     | 642     | 695     |
| Diferencia |      | −3,33 % | +0,78 % | +8,25 % |

| Año        | 2023 | 2024    |
| ---------- | ---- | ------- |
| Población  | 683  | 695     |
| Diferencia |      | +1,75 % |